# Культурный феминизм
Культу́рный фемини́зм — направление внутри радикального феминизма, однако у движений есть весомые отличия во взглядах в различных вопросах. В первую очередь это идеология «женской природы» или «женской сущности», пытающаяся вернуть ценность тем отличительным чертам женщины, которые кажутся недооценёнными. Теория культурного феминизма оценивает различия между мужчинами и женщинами и рассматривает их не только с точки зрения биологии, но и сквозь призму психологии, культуры и истории. Культурный феминизм поощряет женское, а не мужское поведение в любых сферах человеческой жизни.

## Основные идеи
Представительницы культурного феминизма разделяют матриархальный взгляд на общество, в котором во главе стоит сильная женщина, но все перемены под её руководством проходят исключительно ненасильственно и гармонично, исключая возможность возникновения конфликтных ситуаций. В этой теории вся женская сила и чувственность направляются на изменение мира и изменение положения женщин и мужчин. Позиционирование мужчины в первую очередь как сильного начала, готового воевать и доминировать на пути достижения цели, меняется, благодаря готовности женщин решать основные проблемы без насилия и угнетения других.
Некоторые радикальные феминистки полагают, что в обществе существует основанная на мужском начале структура власти и подчинения, и эта структура является причиной угнетения и неравенства. Пока вся эта система и её ценности продолжают существовать, никакие значительные реформы общества невозможны, и они не видят другой альтернативы, кроме полной ломки и реконструкции общества для достижения своих целей. Женщина служит основой для «сестринства», единства, солидарности и общей идентичности.
Основной идей данного направления, сформировавшегося из радикального феминизма, является особая роль женщины, именно благодаря своей биологической природе, а также благодаря женскому историческому опыту, женщины наделены особыми фемининными качествами. Они абсолютно противоположны маскулинным. Среди ключевых качеств, которыми наделены женщины, стоит назвать взаимосвязь с другими, телесность, сопереживание, доверие, стремление отдавать, отсутствие иерархии в отношениях, стремление к радости, миру и жизни. Главными мужскими качествами согласно подходу культурного феминизма являются независимость, рациональность, агрессивность, стремление к доминированию и управлению, желание подавлять, воинственность. Именно женщинам присуща этика заботы. Данный феномен связан с опытом жизни женщин в угнетении. Способность к беременности и вскармливанию (то есть роль в процессе воспроизводства) стала причиной того, что женщины помещались в позиции угнетения и эксплуатации и испытывали насилие: как в гетеросексуальном браке, так и в практике проституции, порнографии, при изнасилованиях, сексуальных домогательствах, избиениях, навязанной контрацепции, абортах и стерилизации или навязанной беременности. Женщины боятся не отчуждения от других, а оккупации другими. Этика заботы выступала защитой от угрозы общественного порицания и ненависти. Женщины вынуждены жить по определённым стандартам, в противном случае они подвергаются порицанию. Именно мужчины, по их мнению, решили, что основная функция женщин — материнство, а также служба мужским интересам. Теоретики культурного феминизма сходятся на том, что не патриархальный мир позволит людям заботиться друг о друге и жить так, как хочется каждому. Создание альтернативной женской культуры является одним из этапов на пути к созданию нового мира.
Культурные феминистки считают, что существование законов, не являющихся гендерно-нейтральными, оправданно, поскольку придерживаются точки зрения о том, что мужчины и женщины являются разными.

## История
Многие ранние культурные феминистки были первыми радикальными феминистками, а некоторые продолжают использовать это название, хотя и выходят за пределы модели преобразования общества. Своего рода сепаратизм или авангардная ориентация, то есть создание альтернативных сообществ и учреждений, увеличилось в период реакции на социальные перемены.
Ранние теоретики, такие как Джейн Аддамс и Шарлотта Перкинс Гилман, утверждали, что в управлении государством сотрудничество, забота и отсутствие насилия в разрешении общественных конфликтов требует именно женской добродетели.
Журналистка Маргарет Фуллер активно боролось за права и свободы женщин, в своей книге «Женщины XIX века» (1945) проложила определённую традицию всему направлению культурного феминизма. Женщина должна раскрывать свой потенциал, именно благодаря светлой женской энергии возможно преобразовать мир. Она много говорила о том, как смогло бы измениться общество, если бы женщинам было бы позволено влиять на политическую, экономическую и социальную сферу. Гармоничное управление может быть сосредоточено только в женских руках.
Культурные феминистки утверждают, что традиционное мужское поведение определяется агрессивностью, конкурентоспособностью и доминированием, что вредить обществу, а также бизнесу и политике. Вместо этого представительницы рассматриваемой теории подчёркивают, что забота, сотрудничество и уравнительная политика сделали бы мир лучше.
Культурные феминистки выступают за:
1. равную оценку «женских» профессий;
2. выплаты заработной платы, так чтобы оставаться дома было бы экономически выгодным;
3. уважение «женских» ценностей заботы и воспитания;
4. сбалансировать культуру, которая переоценивает «мужские» ценности агрессии и недооценивает «женские» ценности доброты и кротости;
5. создание кризисных центров и приютов для женщин, которые подверглись жестокому обращению со стороны мужчин в сотрудничестве с другими феминистскими движениями;
6. акцент на общих ценностях женщин в независимости от социального положения, национальности и различия культурных сред.

## Критика
Тремя главными аспектами культурного феминизма, которые критикуются другими видами феминизма, был эссенциализм (идея о том, что различия между мужчинами и женщинами являются частью сущности мужского и женского), сепаратизм и идея феминистского авангарда, создание новой культуры вместо того, чтобы преобразовать уже существующею через политические и социальные проблемы.
В то время как радикальные феминистки критикуют традиционный уклад семьи, представительницы культурного феминизма говорят о возможности менять семейное устройство, сосредотачиваясь на воспитании и уходе, тем самым доказывая, что, находясь в центре, женщина сможет обеспечить нормальное функционирование семьи. Радикальный феминизм являлся политическим движением, направленным на устранение традиционной системы по отношению к женщинам, в то время как культурный феминизм был контркультурным движением, направленным на сокращение культурной оценки мужского и девальвации женщин.
Либеральные феминистки выступают против деполитизации феминизма, который воплощается в культурном феминизме. Либеральные феминистки также критикуют сепаратизм культурного феминизма, предпочитая работать «в системе». Культурные феминистки критикуют либеральный феминизм, утверждая, что либеральные феминистки принимают мужских ценностей и поведения как норму.
Социалистические феминистки подчёркивают экономическую основу неравенства, в то время как культурные феминистки видят корень социальных проблем в обесценивание женщин «естественной» тенденции. Культурные феминистки отвергают идею о том, что угнетение женщин находится в зависимости от класса, в котором главенствующую роль занимает мужчина.